# Claude Couffon

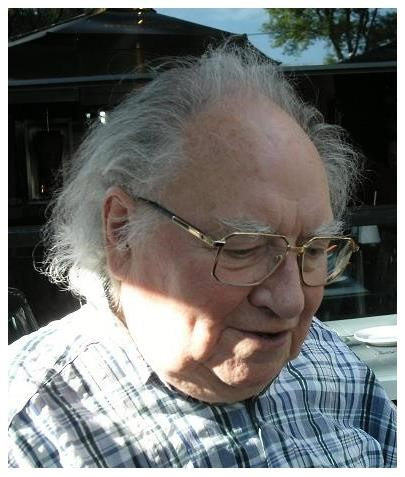

Claude Couffon (Caen, 4 de mayo de 1926 - 18 de diciembre de 2013) fue un hispanista, traductor, catedrático de universidad y poeta francés, especialista en literatura española e hispanoamericana.

## Biografía
Profesor de literatura española e hispanoamericana en La Sorbona (París, IV), donde se jubiló en 1991. Desde 1945 empezó a divulgar la obra de Nicolás Guillén, Rafael Alberti y Miguel Ángel Asturias en revistas, suplementos culturales y periódicos de París. Son destacables sus investigaciones, iniciadas en 1951, sobre la obra de Federico García Lorca y Miguel Hernández, a raíz de su primera visita a España; también dio a conocer escritos juveniles inéditos de este último y de Miguel Ángel Asturias, y en 1994 reeditó Escalas melografiadas, de César Vallejo.
En los últimos años fueron frecuentes las referencias a su reconocido trabajo publicado en "Le Figaro Littéraire" en el año 1951 sobre las circunstancias que rodearon la muerte del poeta Federico García Lorca en agosto de 1936.
Compuso varias antologías de literatura hispanoamericana (por ejemplo, Poésie péruvienne du XXe. siècle, Genève: Patiño, 2000 o El París latinoamericano. Antología de los escritores latinoamericanos en París, edición bilingüe, Editorial Indigo & Côté Femmes, 2007), y es un fecundo traductor al francés de obras de Lorca, Alberti, Pablo Neruda (el Canto general, por caso); Camilo José Cela (San Camilo 1936); Miguel Ángel Asturias, Joaquín Balaguer (Colón precursor literario), Gabriel García Márquez, Manuel Scorza, Juan Carlos Onetti, Nicolás Guillén, Jorge Icaza, Martín Adán, Alejandra Pizarnik, Juan Liscano, Antonio Carvajal y otros muchos. Como poeta escribió ocho libros y fue nombrado  caballero de la Legión de Honor y galardonado con el Premio de Arte y Letras de Francia.